# جين لودفيغ
جين لودفيغ (بالفرنسية: Jeanne Ludwig )‏ (و. 1867 – 1898 م) هي ممثلة، من فرنسا، توفيت عن عمر يناهز 31 عاماً.

## مناصب
تولت منصب شريك في المسرح الوطني الفرنسي ‏.